# Meng Jianzhu
Meng Jianzhu (chinois : 孟建柱 ; pinyin : Mèng Jiànzhù ; né en juillet 1947) est un homme politique chinois, surtout connu pour avoir été secrétaire de la Commission centrale des affaires politiques et juridiques du Parti communiste chinois entre 2012 et 2017, ainsi que pour avoir dirigé la Commission centrale de gestion globale de la sécurité publique.
Meng a commencé sa carrière dans une coopérative agricole basée dans les zones rurales de la région rurale de Shanghai. Il a gravi les échelons de la ville, occupant les fonctions de vice-maire chargé de l'agriculture, puis de secrétaire adjoint du parti. Avant d'occuper le poste de secrétaire du Zhengfawei, il a également été ministre de la sécurité publique et secrétaire du parti communiste de la province de Jiangxi.

## Biographie
Meng est né en juillet 1947 dans le comté de Wu, un district urbain actuel de Suzhou, dans la province de Jiangsu. Dans les années 1960, il s'est rendu sur l'île de Changxing, à Shanghai, pour devenir conducteur de tracteur. Pendant les 13 années suivantes, il a travaillé dans une coopérative agricole rurale. Il est diplômé de l'école mécanique de Shanghai (qui fait aujourd'hui partie de l'université de Shanghai pour la science et la technologie).

## Carrière politique
Il a adhéré au parti communiste chinois en 1971. Il devient directeur de la coopérative rurale en 1981.
Meng a passé la majeure partie de sa carrière politique à Shanghai. Il a occupé des fonctions de premier plan dans le comté de Chuansha (devenu le nouveau district de Pudong en 1992) et dans le comté de Jiading, avant d'être transféré pour devenir l'un des maires adjoints de Shanghai à partir de 1993. Son portefeuille comprenait l'agriculture et le développement rural. En 1996, il est promu secrétaire adjoint du parti communiste de Shanghai, l'un des postes les plus puissants du centre commercial de la Chine. Il a occupé ce poste jusqu'en 2001,.
En 2001, Meng est nommé secrétaire du Parti communiste de la province de Jiangxi. Certains affirment que Meng a été transféré hors de Shanghai parce qu'il avait perdu la lutte contre Chen Liangyu pour devenir le secrétaire du parti de la ville. Meng était également connu pour rendre régulièrement hommage aux politiciens municipaux à la retraite.
Bien que Meng ait souvent été considéré par les observateurs comme un dirigeant « doux », il était connu pour sa forte adhésion aux règles et aux principes. Par exemple, lors d'une conférence provinciale réunissant des fonctionnaires de niveau comté et supérieur, certains chefs de comté ne se sont pas présentés et ont envoyé leurs assistants pour assister à la conférence. Meng a réagi en reportant toute la conférence jusqu'à ce que tous les participants soient arrivés, afin de réprimander ceux qui ne s'étaient pas présentés. Il est resté secrétaire du parti de Jiangxi jusqu'au 28 octobre 2007, date à laquelle il a été transféré à Pékin et nommé ministre de la sécurité publique, en remplacement du poids lourd politique Zhou Yongkang, qui a été élevé au rang de membre du comité permanent du Politburo du Parti communiste chinois.
Meng est devenu membre du Politburo du Parti communiste chinois en novembre 2012, à la suite du 18e Congrès du Parti. Il a succédé à Zhou Yongkang en tant que secrétaire de la Commission centrale des affaires politiques et juridiques. Cependant, les pouvoirs et l'autonomie de la commission ont été considérablement réduits pendant le mandat de Meng en raison de la consolidation du pouvoir autour de l'autorité centrale du secrétaire général du Parti, Xi Jinping. En décembre 2012, Guo Shengkun lui a succédé au poste de ministre de la sécurité publique. En janvier 2013, Meng a annoncé que sa commission commencerait à travailler sur l'abolition du système de « rééducation par le travail », qui a été largement critiqué au niveau international.
Cette politique a été confirmée lors de la troisième session plénière du 18e comité central, qui s'est tenue en novembre 2013. La mise en œuvre de la politique a été largement achevée à la fin de cette année-là. Meng a également critiqué l'ingérence des autorités locales du parti, en particulier les commissions des affaires politiques et juridiques au niveau du gouvernement local ou provincial.
Alors que son prédécesseur Zhou Yongkang a fait l'objet d'une enquête pour corruption et autres délits en 2014, Meng n'a pas été touché par le scandale. D'autres anciens subordonnés de Zhou au sein du ministère, comme l'ancien vice-ministre Li Dongsheng, ont été placés en détention pour enquête.
Meng s'est retiré du Politburo et de la commission des affaires politiques et juridiques après le 19e congrès du parti en octobre 2017, et Guo Shengkun lui a succédé au poste de secrétaire de la commission des affaires politiques et juridiques.